# Shalaka-purusha
 (juin 2014).
Les Shalaka-purushas (IAST: Śalākā-puruṣa) sont des personnages de la cosmographie du jaïnisme. Ces termes qui désignent des divinités jaïnes se traduisent par: gens illustres, ou, porteurs de flambeaux. Ces personnages peuplent le madhya-loka: l'espace où habitent les humains, mais pas seulement le continent de la Terre. Depuis le Moyen Âge un nombre fixe de Shalaka-purushas a été établi: ils sont 63 dont les 24 Tirthankaras: les Maîtres éveillés, et, des dizaines de devas qui portent différents noms catégoriels ou personnels dont Krishna.